# João Pereira (desambiguação)
João Pedro Pereira, mais conhecido como Joca Documento. Constituiu o povoado litorâneo da Praia da Barra do Chuí entre o final do século XIX e início do século XX e foi o primeiro faroleiro do Chuí, inaugurado em 24 de abril de 1910. Joca ficou no posto até 1931, quando faleceu aos 77 anos de idade, era pai de trinta filhos. Alguns dos seus descendentes trabalham como faroleiros.

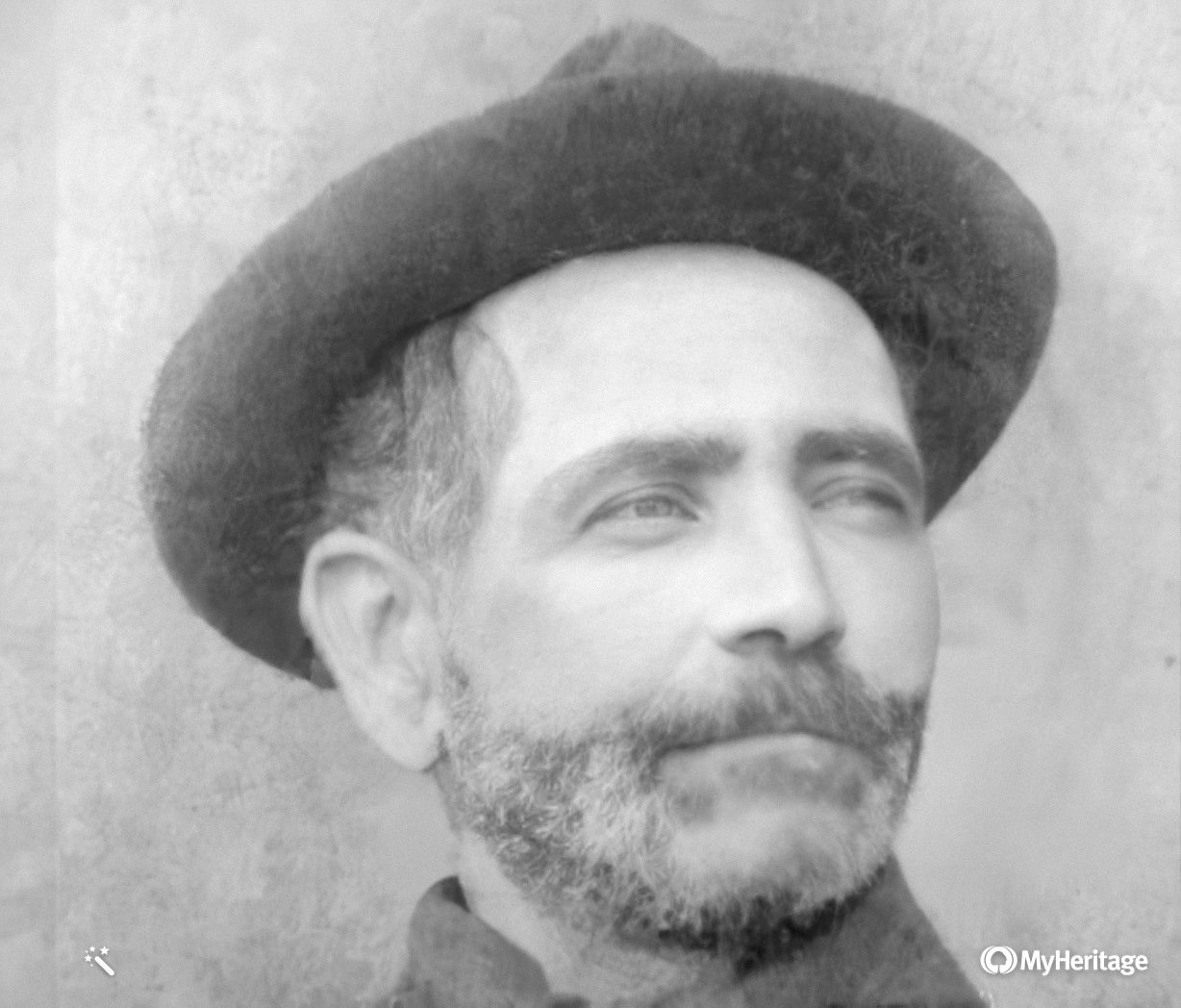
João Pedro Pereira, mais conhecido como Joca Documento.

- João Pereira, treinador de futebol português e antigo futebolista.
- João Pereira, nadador olímpico brasileiro.